# Kristina Berdínskikh
Kristina Berdínskikh   (Kherson) és una periodista ucraïnesa.
Va treballar com a periodista política en revistes, televisió i ràdios de Kíiv durant 14 anys. Durant el 2013 i 2014 va informar de la Revolució Euromaidan des d'Ucraïna. Des de l'inici de la invasió russa d'Ucraïna de 2022 va decidir informar-ne des del lloc dels fets. Al març va entrevistar l'ambaixador de Polònia a Ucraïna i va fer un reportatge de l'hospital infantil Ohmatdyt, i a l'abril es va desplaçar a la ciutat alliberada de Bucha. Va viatjar per tot el país per informar de la guerra des del lloc dels fets, amb especial atenció als testimonis ciutadans.
El 2022 va ser inclosa entre les 100 dones més inspiradores per la BBC.